# Memoirs of the Wernerian Natural History Society
Memoirs of the Wernerian Natural History Society, (abreujat Mem. Mem. Wern. Nat. Hist. Soc.), va ser una revista il·lustrada amb descripcions botàniques que va ser editada a Edimburg per la Wernerian Natural History Society. Es van publicar 8 números en els anys 1811-1839.